# GFF Elite League 2021
La GFF Elite League 2021 será la 5.ª edición de la GFF Elite League, la máxima categoría del fútbol en Guyana. La temporada iba a comenzar el 14 de marzo pero su inicio fue postergado con fecha a confirmar.

## Formato
Los 10 equipos participantes jugarán en el sistema de todos contra todos 2 veces totalizando 18 partidos cada uno, al término de las 18 fechas el club con más puntos será campeón y de cumplir los requisitos establecidos clasificará a la CONCACAF Caribbean Club Shield 2022. Del otro lado, los dos últimos clasificados descenderán a las Ligas Divisionales de Guyana 2022.

## Equipos participantes
| Pos. | Equipo                | Ciudad     |
| ---- | --------------------- | ---------- |
| 1    | Fruta Conquerors      | Georgetown |
| 2    | Western Tigers FC     | Georgetown |
| 3    | Den Amstel FC         | Leonora    |
| 4    | Guyana Defence Force  | Georgetown |
| 5    | Buxton United FC      | Buxton     |
| 6    | Santos Georgetown     | Georgetown |
| 7    | Guyana Police Force   | Georgetown |
| 8    | Milerock FC           | Linden     |
| 9    | Victoria Kings FC     | Demarara   |
| 10   | Ann's Grove United FC | Georgetown |

## Tabla de posiciones
Actualizado el 6 de enero de 2021.
| Pos. | Equipo                | PJ | PG | PE | PP | GF | GC | DG | Pts | Clasificado a                                 |
| ---- | --------------------- | -- | -- | -- | -- | -- | -- | -- | --- | --------------------------------------------- |
| 1    | Ann's Grove United FC | 0  | 0  | 0  | 0  | 0  | 0  | 0  | 0   | Campeón y CONCACAF Caribbean Club Shield 2022 |
| 2    | Buxton United FC      | 0  | 0  | 0  | 0  | 0  | 0  | 0  | 0   |                                               |
| 3    | Den Amstel FC         | 0  | 0  | 0  | 0  | 0  | 0  | 0  | 0   |                                               |
| 4    | Fruta Conquerors      | 0  | 0  | 0  | 0  | 0  | 0  | 0  | 0   |                                               |
| 5    | Guyana Defence Force  | 0  | 0  | 0  | 0  | 0  | 0  | 0  | 0   |                                               |
| 6    | Guyana Police Force   | 0  | 0  | 0  | 0  | 0  | 0  | 0  | 0   |                                               |
| 7    | Milerock FC           | 0  | 0  | 0  | 0  | 0  | 0  | 0  | 0   |                                               |
| 8    | Santos Georgetown     | 0  | 0  | 0  | 0  | 0  | 0  | 0  | 0   |                                               |
| 9    | Victoria Kings FC     | 0  | 0  | 0  | 0  | 0  | 0  | 0  | 0   | Ligas Divisionales 2021                       |
| 10   | Western Tigers FC     | 0  | 0  | 0  | 0  | 0  | 0  | 0  | 0   | Ligas Divisionales 2021                       |